# Ариелли
Арие́лли (итал. Arielli) — коммуна в Италии, располагается в регионе Абруццо, в провинции Кьети.
Население составляет 1143 человек (2017 г.), плотность населения составляет 98 чел./км². Занимает площадь 11,72 км². Почтовый индекс — 66030. Телефонный код — 0871.
Покровителем коммуны почитается Архангел Михаил, празднование 29 сентября.

## Демография
Динамика населения: